# 克莱顿 (艾奥瓦州)
克莱顿（Clayton），美国艾奥瓦州克莱顿县城市。总面积1.27平方公里。总人口43人（2010年美国人口普查）。克莱顿位于密西西比河附近，创建于1849年。